# Lucenay
Pour les articles homonymes, voir Lucenay (homonymie).
Lucenay est une commune française située dans le département du Rhône et la région Auvergne-Rhône-Alpes.

## Géographie
Situation : située sur la RD 30 entre Anse au nord et Morancé au sud, à 20 km de Lyon et 10 km de Villefranche-sur-Saône.
Rivière : traversée par l'Azergues et par son bief des Meuniers.

### Climat
Pour des articles plus généraux, voir Climat d'Auvergne-Rhône-Alpes et Climat du Rhône.
En 2010, le climat de la commune est de type climat océanique dégradé des plaines du Centre et du Nord, selon une étude du Centre national de la recherche scientifique s'appuyant sur une série de données couvrant la période 1971-2000. En 2020, Météo-France publie une typologie des climats de la France métropolitaine dans laquelle la commune est exposée à un climat de montagne ou de marges de montagne et est dans la région climatique Nord-est du Massif Central, caractérisée par une pluviométrie annuelle de 800 à 1 200 mm, bien répartie dans l’année.
Pour la période 1971-2000, la température annuelle moyenne est de 11,8 °C, avec une amplitude thermique annuelle de 17,9 °C. Le cumul annuel moyen de précipitations est de 724 mm, avec 9 jours de précipitations en janvier et 6,5 jours en juillet. Pour la période 1991-2020, la température moyenne annuelle observée sur la station météorologique de Météo-France la plus proche, « Pommiers », sur la commune de Pommiers à 4 km à vol d'oiseau, est de 12,6 °C et le cumul annuel moyen de précipitations est de 778,0 mm,. Pour l'avenir, les paramètres climatiques de la commune estimés pour 2050 selon différents scénarios d'émission de gaz à effet de serre sont consultables sur un site dédié publié par Météo-France en novembre 2022.

## Urbanisme

### Typologie
Au 1er janvier 2024, Lucenay est catégorisée ceinture urbaine, selon la nouvelle grille communale de densité à sept niveaux définie par l'Insee en 2022.
Elle appartient à l'unité urbaine de Lyon, une agglomération inter-départementale regroupant 123  communes, dont elle est une commune de la banlieue,,. Par ailleurs la commune fait partie de l'aire d'attraction de Lyon, dont elle est une commune de la couronne,. Cette aire, qui regroupe 397 communes, est catégorisée dans les aires de 700 000 habitants ou plus (hors Paris),.

### Occupation des sols
L'occupation des sols de la commune, telle qu'elle ressort de la base de données européenne d’occupation biophysique des sols Corine Land Cover (CLC), est marquée par l'importance des territoires agricoles (74,4 % en 2018), en diminution par rapport à 1990 (77 %). La répartition détaillée en 2018 est la suivante : 
zones agricoles hétérogènes (38,8 %), cultures permanentes (29 %), zones urbanisées (16,3 %), espaces verts artificialisés, non agricoles (8,1 %), terres arables (6,6 %), forêts (1,2 %), zones industrielles ou commerciales et réseaux de communication (0,1 %). L'évolution de l’occupation des sols de la commune et de ses infrastructures peut être observée sur les différentes représentations cartographiques du territoire : la carte de Cassini (XVIIIe siècle), la carte d'état-major (1820-1866) et les cartes ou photos aériennes de l'IGN pour la période actuelle (1950 à aujourd'hui).

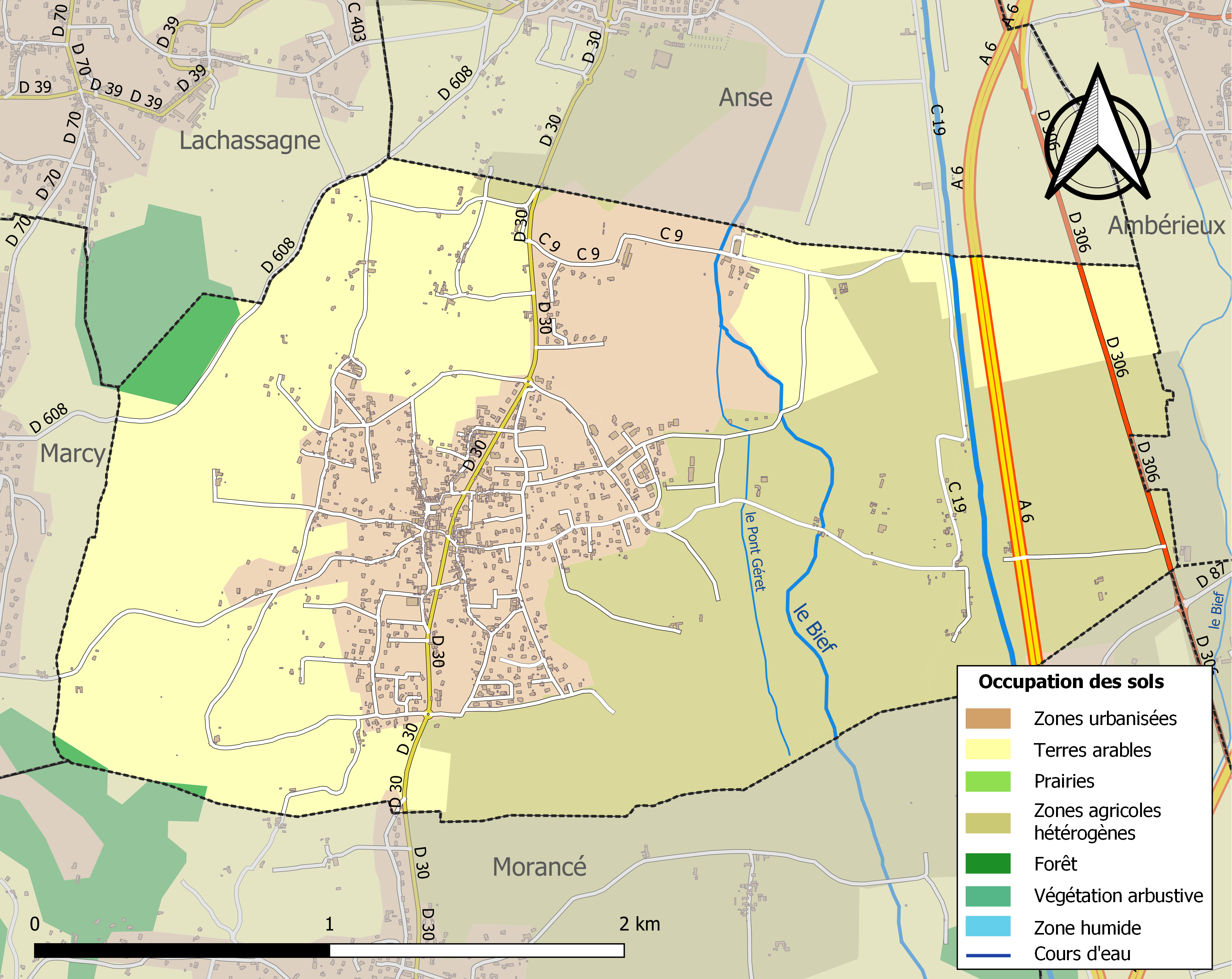
Carte des infrastructures et de l'occupation des sols de la commune en 2018 (CLC).

## Histoire
Entre Lucenay et Anse, à la Grange du Bief, des fouilles archéologiques menées au milieu du XIXe siècle puis au XXe siècle ont mis au jour les vestiges d'une villa romaine décorée de mosaïques,. Divers objets antiques (poteries, sigillées, tuiles) ont été trouvés à cet endroit au tout début du XXe siècle. À la fin du Ier siècle avant notre ère, Don Cassius rapporte que Licinus, propriétaire romain installé au nord de Lugdunum et dont le domaine et les rumeurs d'accaparements, ajoutés à la politique fiscale rigide qu'il imposa, suscitèrent l'hostilité des habitants de la capitale des Gaules. Sous la pression d'Auguste, Licinius accepta de mettre sa fortune au service de la ville. Son nom serait à l'origine du toponyme Lucenay.
Au Moyen Âge, Lucenay appartenait au fief de Chiel et dépendait de la baronnie d'Anse. Une première petite chapelle est construite vers 910. Elle est citée comme église dans un plan du XIIe siècle ou XIIIe siècle.
D'après une inscription du VIII des calendes d'avril (24 mars) de l'obituaire de l'église de Lyon, Artaud, comte ou vicomte de Lyon, aurait donné Lucenay (Luccennacum) à l'église de Lyon,,,,,.
Un corps de 36 sapeurs-pompiers a été créé en 1889. Le service est doté d'une pompe à bras surnommée "la Victorieuse", qui est utilisée jusqu'en 1953. La caserne a d'abord été située à la place d'une ancienne écurie. Elle se trouve rue du Plantay depuis 1986. Le 2 février 2018, la caserne située Rue du Plantay ferme des suites d'un regroupement avec les casernes de Anse et Ambérieux. La nouvelle caserne pour ces 3 communes se trouve aujourd'hui à côté de la piscine Aquazergues à Anse.

## Politique et administration

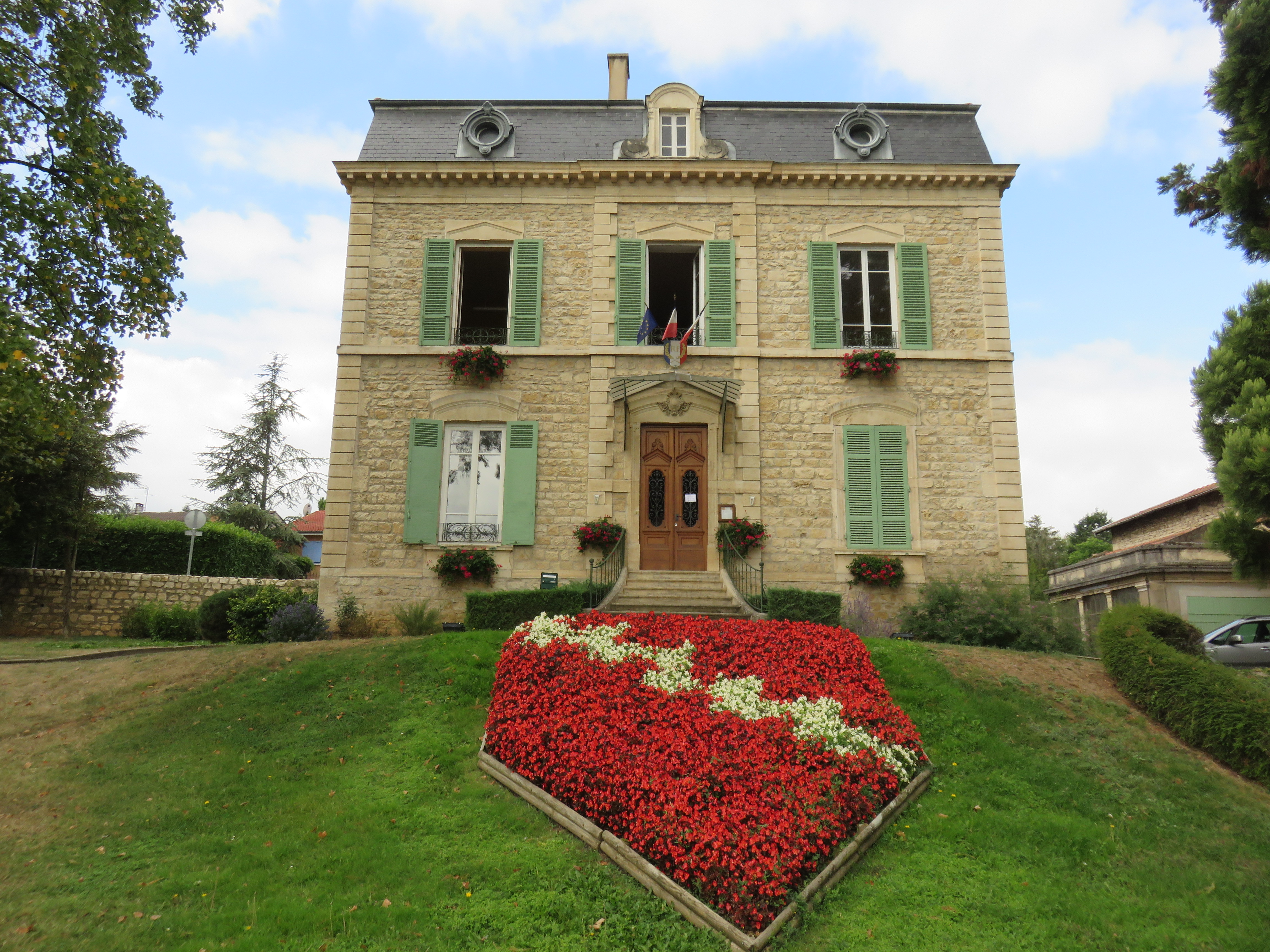
La mairie en 2018, ancienne "Villa des Fleurs" devenue Mairie dans les années 1970.

### Liste des maires
| Période                                  | Période  | Identité                 | Étiquette | Qualité        |
| ---------------------------------------- | -------- | ------------------------ | --------- | -------------- |
| 1928                                     | 1929     | Antoine Duchamp          |           |                |
| 1929                                     | 1935     | François Ravet           |           |                |
| 1935                                     | 1944     | Alexandre Bosse-Platière |           |                |
| 1944                                     | 1959     | François Ravet           |           |                |
| 1959                                     | 1965     | Joseph Bosse-Platière    |           |                |
| 1965                                     | 1977     | Gaspard Ravet            |           |                |
| 1977                                     | 1989     | Bernard Dollinger        |           |                |
| 1989                                     | 1995     | Jean-Paul Lamy           | DVD       |                |
| 1995                                     | 2001     | Jean Champier            |           | chef comptable |
| 2001                                     | 2015     | Gilles Darnaud           | UMP       |                |
| 2015                                     | En cours | Valérie Dugelay          | DVD       |                |
| Les données manquantes sont à compléter. |          |                          |           |                |

### Politique de développement durable
La commune s’est engagée dans une politique de développement durable en lançant une démarche d'Agenda 21.
La municipalité veille aussi à planter des essences peu gourmandes en eau, et a renouvelé la majorité de son parc automobile au profit de nouveaux véhicules moins polluants.

## Population et société

### Démographie
L'évolution du nombre d'habitants est connue à travers les recensements de la population effectués dans la commune depuis 1793. Pour les communes de moins de 10 000 habitants, une enquête de recensement portant sur toute la population est réalisée tous les cinq ans, les populations de référence des années intermédiaires étant quant à elles estimées par interpolation ou extrapolation. Pour la commune, le premier recensement exhaustif entrant dans le cadre du nouveau dispositif a été réalisé en 2005.

En 2022, la commune comptait 2 068 habitants, en évolution de +13,63 % par rapport à 2016 (Rhône : +3,93 %, France hors Mayotte : +2,11 %).
| 1793 | 1800 | 1806 | 1821 | 1831 | 1836 | 1841 | 1846 | 1851 |
| ---- | ---- | ---- | ---- | ---- | ---- | ---- | ---- | ---- |
| 715  | 475  | 502  | 808  | 846  | 870  | 889  | 884  | 907  |

| 1856 | 1861 | 1866 | 1872 | 1876 | 1881 | 1886 | 1891 | 1896 |
| ---- | ---- | ---- | ---- | ---- | ---- | ---- | ---- | ---- |
| 870  | 935  | 976  | 846  | 876  | 876  | 818  | 812  | 840  |

| 1901 | 1906 | 1911 | 1921 | 1926 | 1931 | 1936 | 1946 | 1954 |
| ---- | ---- | ---- | ---- | ---- | ---- | ---- | ---- | ---- |
| 834  | 754  | 719  | 620  | 623  | 596  | 597  | 574  | 623  |

| 1962 | 1968 | 1975 | 1982  | 1990  | 1999  | 2005  | 2006  | 2010  |
| ---- | ---- | ---- | ----- | ----- | ----- | ----- | ----- | ----- |
| 687  | 719  | 878  | 1 071 | 1 205 | 1 368 | 1 565 | 1 570 | 1 752 |

| 2015  | 2020  | 2022  | - | - | - | - | - | - |
| ----- | ----- | ----- | - | - | - | - | - | - |
| 1 814 | 1 969 | 2 068 | - | - | - | - | - | - |

## Économie
L'extraction de pierres calcaires a été pendant longtemps l'une des activités principales du village et de ses environs. Des carrières ont existé au nord de Lucenay dès l'Antiquité, mais c'est à partir du XVIIIe siècle que la première est attestée au sein du village. La « pierre de Lucenay », également appelée « pierre de Pommiers », est un calcaire oolithique blanc, rosé ou beige qu'on trouve entre Marcy et Pommiers, au sud de Villefranche-sur-Saône. Elle a été largement utilisée dès le Moyen Âge pour les sculptures des édifices construits dans le Rhône, comme la primatiale Saint-Jean de Lyon et l'église d'Anse.
Les cultures agricoles les plus importantes étaient la vigne et le blé. Aujourd'hui, la viticulture demeure une activité majeure.
Lucenay comptait également trois moulins (deux à farine, un à huile).

### Enseignement
On trouve à Lucenay une école primaire et une école maternelle, l'une à côté de l'autre, dans le centre du village. Un nouveau bâtiment a récemment été construit.

### Santé
Lucenay possède un cabinet de dentiste, un cabinet de médecine générale ainsi qu'un cabinet de psychologie et psychothérapie.

### Sports
Lucenay a un club de tennis, et également de danse.
Le golf du Beaujolais (privé, 18 trous) est situé à Lucenay, à l'emplacement de l'ancienne propriété des seigneurs de Chiel.
La commune de Lucenay a reçu en 2022 le label Terre de Jeux 2024, dans le cadre des Jeux olympiques de Paris 2024.
Bon nombre de lucenois aiment à se retrouver les week-ends et la semaine pour pratiquer un sport ( majoritairement course à pied et cyclisme) au sein de groupes d'amis. L'un de ces groupes (non officiel), le "Lucenay Trail Club" ou "LTC" a notamment organisé, en 2020, une version "off" de l'UTMB.

### Cadre de vie
Les habitations traditionnelles sont bâties en pierres blanches, contrairement à celles des autres villages du Beaujolais, en pierres dorées.

## Lieux et monuments
- L'église Saint-Étienne a été construite au début du Xe siècle en pierre de Tournus[14]. La cloche a été installée le 1er août 1644[32]. L'édifice a été fortement remanié en 1844[14]. Une plaque commémorative de la Première Guerre mondiale est située dans l'église[33].
- Quelques vestiges du château de Chiel[34],[30].
- Le château de Vernaux (1759).
- La mairie, « maison bourgeoise réaménagée en 1974 »[35].
- La madone.
- Le monument aux morts a la forme d'un obélisque sur lequel est adossée un poilu. Il est en calcaire tendre et contient les noms de soldats morts pour la France au cours de la Première Guerre mondiale et au cours de la Seconde Guerre mondiale. Ce monument a été édifié en 1921 et inauguré le 23 avril 1922. En 2002, il a été déplacé devant la mairie[36].
- Le lavoir.
- Des maisons anciennes qui datent du Haut Moyen Âge[37].
- L'ancienne carrière, Géosite du Géopark du Beaujolais (Label UNESCO).

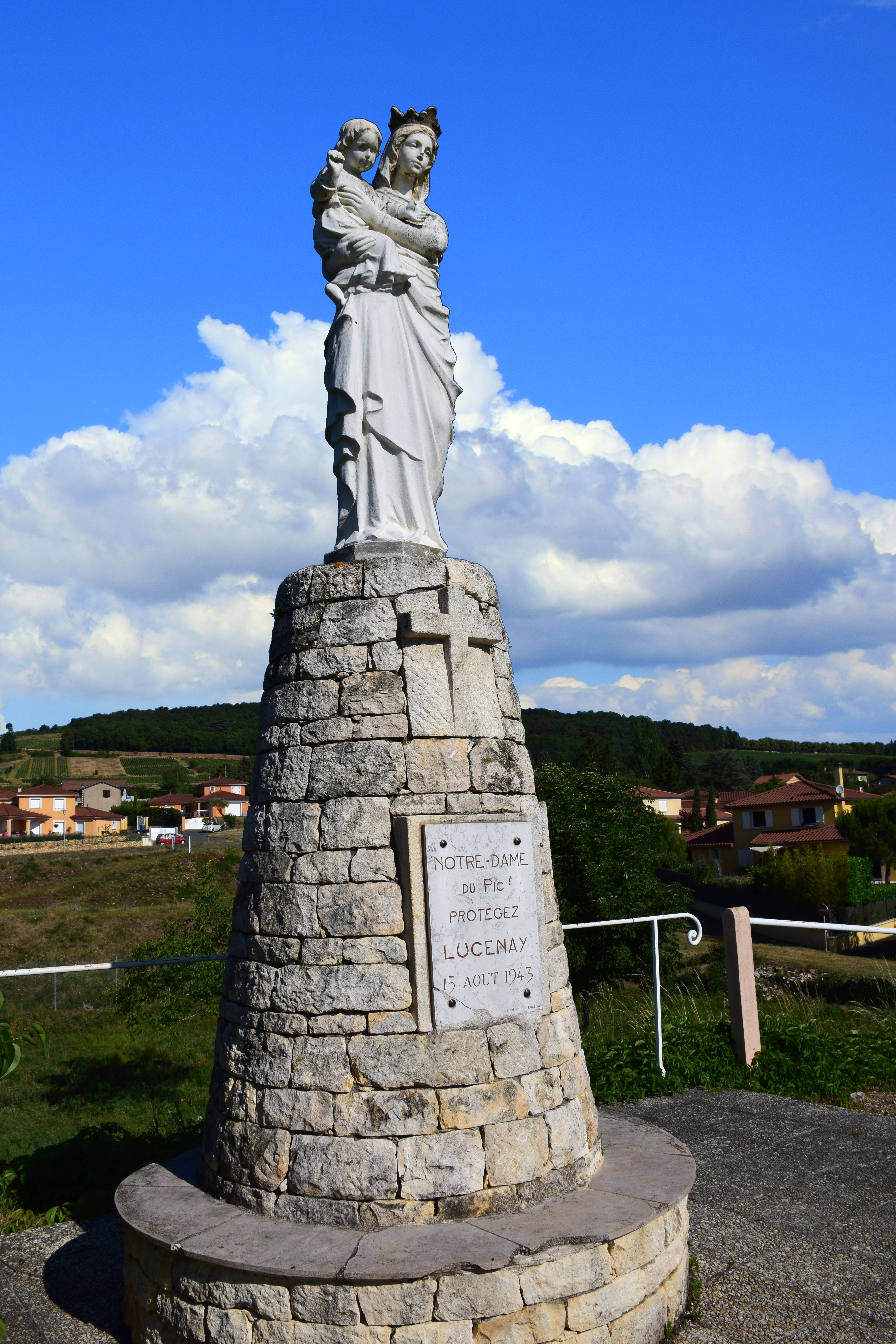
Madone.
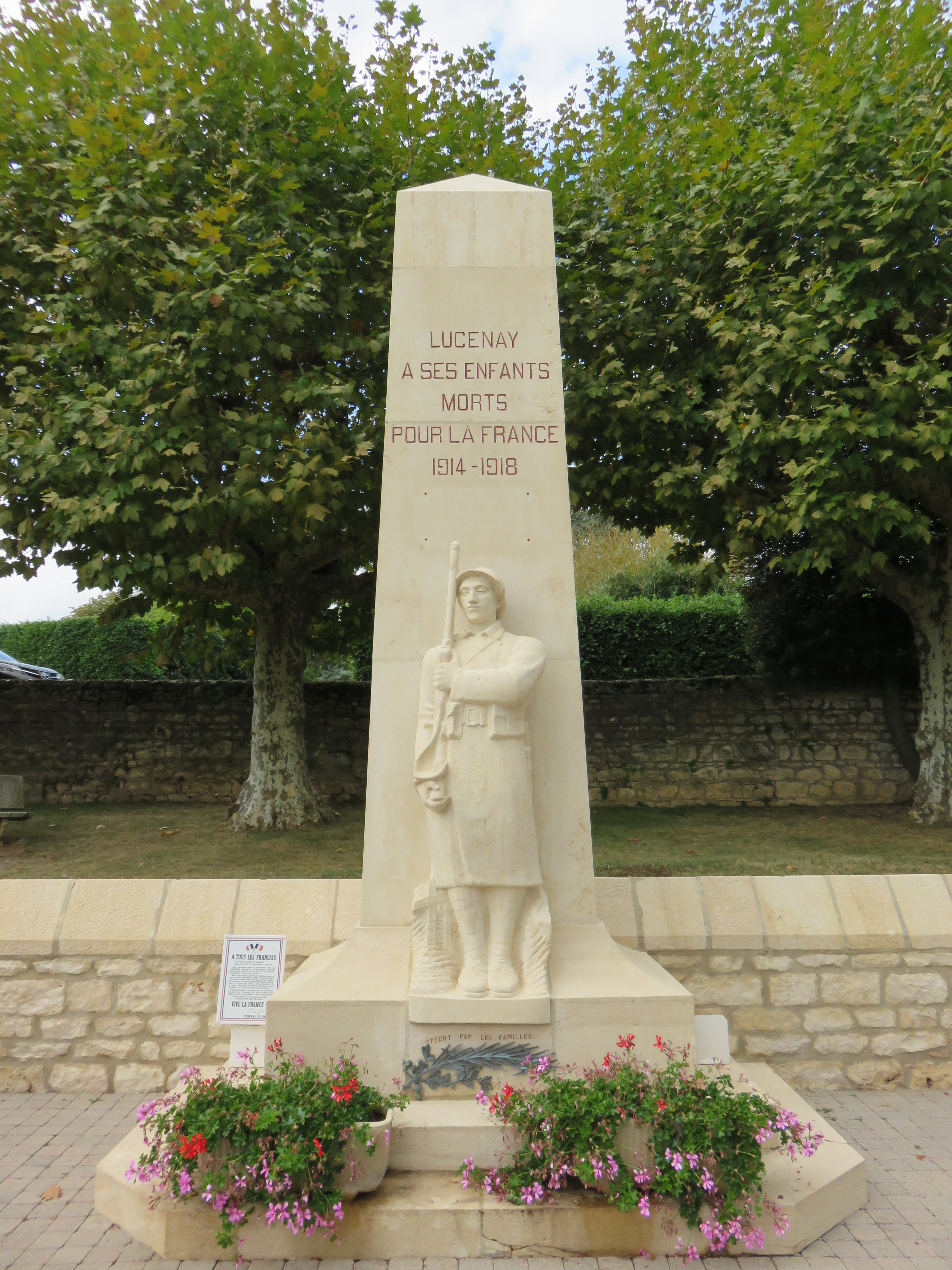
Le monument aux morts.
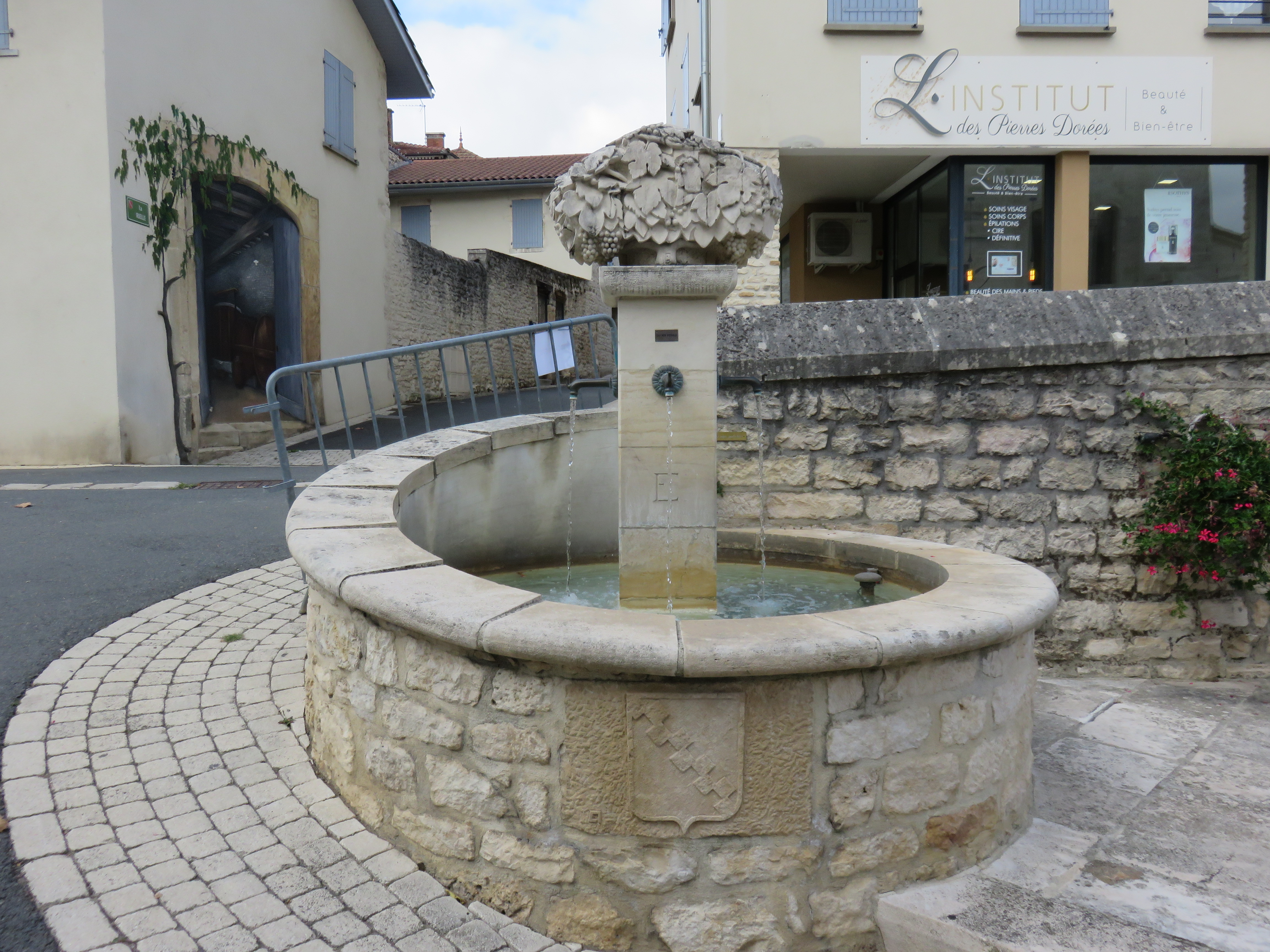
Fontaine.

## Fêtes et événements
- La fête des Conscrits se déroule le premier weekend de février[38].
- Le 8 décembre, avec une procession vers la madone[39].
- Arrivée du beaujolais nouveau (3e jeudi de novembre)[40].
- Début juillet, la fête du "Rosé nuits d'été".

## Personnalités liées à la commune
- Pierre-Joseph Teillard, curé constitutionnel de la paroisse de Lucenay pendant la période révolutionnaire[32], qui se désignait comme "curé républicain sans culotte"[41].
- La chanteuse Vitaa a vécu à Lucenay durant son enfance[réf. nécessaire].